# Pabstiella henrique-aragonii
Pabstiella henrique-aragonii är en orkidéart som först beskrevs av Guido Frederico João Pabst, och fick sitt nu gällande namn av Guy Robert Chiron och Xim.Bols. Pabstiella henrique-aragonii ingår i släktet Pabstiella och familjen orkidéer. Inga underarter finns listade i Catalogue of Life.

## Bildgalleri

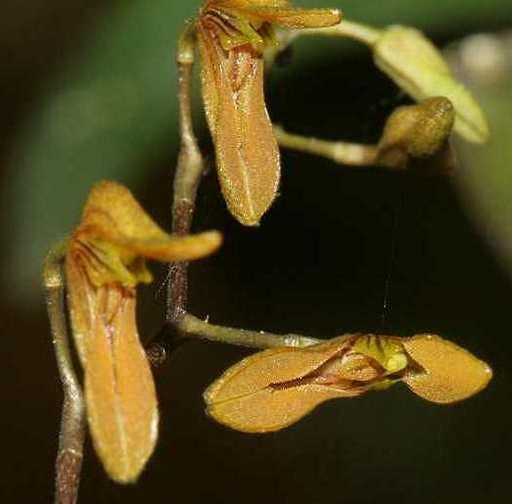